# Фабас, Димитрис
Димитрис Фабас (греч. Δημήτρης Φάμπας; 22 декабря 1921 — 3 мая 1996) — греческий гитарист и композитор.
В детстве играл народные мелодии на лютне и мандолине. В 1939 г. поступил в Афинскую консерваторию, изучал музыкальную теорию у Теодороса Бабаянниса и гитару у Николаса Иоанну. В 1955—1956 гг. совершенствовал своё мастерство в Академии Киджи в Сиене под руководством Андреса Сеговии, одновременно занимаясь теорией под руководством Эмилио Пухоля.
Широко гастролировал по всему миру, исполнял классический репертуар (начиная с концертов Луиджи Боккерини) и произведения современных композиторов (в том числе Микиса Теодоракиса). Написал около 200 пьес и этюдов для гитары (иногда для двух или трёх гитар, в том числе «Ода миру» для трёх гитар и голоса на стихи Янниса Рицоса). Организовал оркестр гитаристов с двумя составами, взрослым и детским, и много концертировал с ним по Греции в 1979—1989 гг.
Дочь Фабаса — известная гитаристка Ева Фабас.